# لانا فراس
لانا وليد عيسى فراس  من مواليد 1 يونيو 1998، هي  لاعبة كرة قدم أردني يلعب في مركز الدفاع مع منتخب الأردن للسيدات، وفي نادي نادي سيدات الاتحاد. لعبت 45 مباراة دولية وودية  وسجلت ثلاث اهداف دولية

## الأهداف الدولية
|    | تاريخ          | المكان                                                                       | الخصم  | نتيجة | نتيجة        | مسابقة                                       |
| -- | -------------- | ---------------------------------------------------------------------------- | ------ | ----- | ------------ | -------------------------------------------- |
| 1. | 23 فبراير 2024 | ملعب مدينة الملك عبدالله الرياضية الاحتياطي ، جدة ، المملكة العربية السعودية | لبنان  | 2-0   | 2-0          | بطولة اتحاد غرب آسيا لكرة القدم للسيدات 2024 |
| 2. | 27 فبراير 2024 | مدينة الأمير عبدالله الفيصل الرياضية ، جدة، المملكة العربية السعودية         | فلسطين | 2-0   | 5-0          | بطولة اتحاد غرب آسيا لكرة القدم للسيدات 2024 |
| 3. | 29 فبراير 2024 | مدينة الأمير عبدالله الفيصل الرياضية ، جدة، المملكة العربية السعودية         | نيبال  | 1-1   | 2-2 (5-3 ص ) | بطولة اتحاد غرب آسيا لكرة القدم للسيدات 2024 |